# Reiner Knizia
Reiner Knizia (Illertissen, 1957) is een Duits ontwerper van designer games.
Na afgestudeerd te zijn als doctor in de wiskunde ging Dr. Knizia werken in bedrijven in Duitsland en Engeland (onder andere als sofwareontwikkelaar) en doceerde hij aan verschillende universiteiten.
Tot eind 1997 werkte Knizia als wiskundige en spelontwerper. Nu ontwerpt hij alleen nog spellen voor zijn beroep. Reiner Knizia heeft tot nu toe meer dan 200 spellen uitgegeven. In 1993 kreeg hij de Duitse Spellenprijs, zijn eerste onderscheiding, voor "Modern Art". In 1998 kreeg hij diezelfde onderscheiding voor "Euphrat und Tigris" (Eufraat en Tigris), in 2000 voor "Tadsch Mahal" en in 2003 voor "Amun Re" (Amon Ra). Daarnaast mocht hij zich ook nog eens verheugen over de internationale "Gamer's Choice Award" voor zijn bij Kosmos en 999 Games verschenen tweepersoonsspel "Lost Cities". Zijn eveneens bij Kosmos en 999 Games uitgebrachte coöperatieve spellenepos "Der Herr der Ringe" (In de Ban van de Ring) leverden hem niet alleen wereldwijd succes op, maar ook de door de jury van het Duitse "Spiel des Jahres" uitgereikte speciale prijs "Literatur im Spiel."
In 2008 werd opnieuw een spel van hem bekroond, "Keltis" kreeg de prestigieuze Spiel des Jahres prijs.

## Lijst met spellen
- Modern Art (1992)
- Medici (1995)
- Eufraat & Tigris (1997)
- Circus Flohcati (1998)
- Heersers der Woestijn (1998)
- Samurai (1998)
- Zirkus Flohcati (1998)
- Lost Cities (1999)
- Ra (1999)
- Battle Line (2000)
- De Veilingmeesters van Amsterdam (2000)
- Ivanhoe (2000)
- Tadsch Mahal (2000)
- In de ban van de ring (2000)
- Vampir (2000)
- Afrika (2001)
- Veel Soeps! (2002)
- Amon-Ra (2003)
- Carcassonne De Burcht (2003)
- Genius (2004)
- Razzia! (2004)
- Regenwormen (Heckmeck am Bratwurmeck) (2005)
- Palazzo (2005)
- Tower of Babel (2005)
- Blue Moon City (2006)
- Cordoba (2008)
- Keltis (2008)
- Kampf der Magier (2008)
- Robot Master (2008)
- Strozzi (2008)
- Geharrewar in de Sushibar (Sushizock im Gockelwok) (2009)
- Keltis: Der Weg der Steine (2009)

Spellen, nog zonder datum
- Attacke
- Crazy Derby
- King Arthur
- Loco!
- Lord of the Rings - kaartspel
- Pirates!
- The Two Towers
- De zoektocht naar El Dorado (2019)